# Amorphophallus consimilis
Amorphophallus consimilis är en kallaväxtart som beskrevs av Carl Ludwig von Blume. Amorphophallus consimilis ingår i släktet Amorphophallus och familjen kallaväxter. Inga underarter finns listade.